# Midori Francis
Midori Francis (* 16. April 1994 in Rumson als Midori Iwama) ist eine US-amerikanische Film- und Theaterschauspielerin.

## Leben und Wirken
Francis wurde als Tochter eines japanischstämmigen Vaters in Rumson, New Jersey geboren und beendete 2014 ein Schauspielstudium an der Mason Gross School of the Arts der Rutgers University mit dem Bachelor of Fine Arts. Ihre erste Hauptrolle spielte sie in der Filmkomödie Good Boys, zuvor war sie bereits in Ocean’s 8, Gotham und weiteren Film- und Fernsehproduktionen zu sehen. 2020 war sie in der Titelrolle Lily in der für Netflix produzierten Serie Dash & Lily zu sehen.
Neben ihrer Tätigkeit im Film spielte sie schon auf verschiedenen Bühnen in den Vereinigten Staaten, so war sie 2015 in der Bühnenadaption von Peter und die Sternenfänger der Virginia Stage Company und 2017 und 2018 in dem für den Pulitzer-Preis 2017 nominierten Stück The Wolves zu sehen, mit dessen Ensemble sie mit dem Drama Desk Award ausgezeichnet wurde. 2019 wurde sie für ihre schauspielerischen Leistungen im Stück Unusual Girl in der Kategorie Beste Schauspielerin erneut für den Drama Desk Award nominiert.

## Filmografie (Auswahl)
- 2016: Younger (Fernsehserie, Folge 3.02: Der Marshmallow Test)
- 2017: Gotham (Fernsehserie, Folge 4.07: Ein Tag in den Narrows)
- 2018: Paterno (Fernsehfilm)
- 2018: Ocean’s 8
- 2019: South Mountain
- 2019: Good Boys
- 2019: The Birch (Fernsehserie, 8 Folgen)
- 2020: Dash & Lily (Fernsehserie, 10 Folgen)
- 2021: Robot Chicken (Fernsehserie, Folge 3.02: May Cause Immaculate Conception, Sprechrolle)
- 2021: Gibt es ein Leben nach der Party? (Afterlife of the Party)
- 2021–2024: The Sex Lives of College Girls (Fernsehserie, 11 Folgen)
- 2022–2024: Grey’s Anatomy (Fernsehserie, 38 Folgen)
- 2023: Unseen

## Theatrografie (Auswahl)
- 2015: Peter und die Sternenfänger (Peter and the Starcatcher), Virginia Stage Company
- 2016: Connected, 59E59 Theaters[7]
- 2017: Safe Space, Williamstown Theatre Festival[8]
- 2017–2018: The Wolves, u. a. New York Stage & Film
- 2019: Unusual Girl, Roundabout Theatre Company
- 2025: Bus Stop, Classic Stage Company

## Auszeichnungen (Auswahl)
New York Innovative Theatre Award 2016
- Auszeichnung in der Kategorie Beste Schauspielerin für Connected[9]
- Nominierung in der Kategorie Bestes Ensemble für Connected

Drama Desk Award 2017
- Auszeichnung für das Ensemble von The Wolves

Drama Desk Award 2019
- Nominierung in der Kategorie Beste Schauspielerin für Unusual Girl